# Льяловский, Никита Михайлович Сорока
Князь Никита Михайлович Льяловский по прозванию Сорока — московский дворянин и воевода во времена правления Ивана IV Васильевича Грозного.
Из княжеского рода Льяловские. Единственный сын князя Михаила Ивановича Льяловского. Упоминается также, как князь Стародубский-Льяловский Никита Михайлович.

## Биография
В марте 1545 года по царскому указу прибыл в Москву, откуда пошёл с полком в Казанский поход по реке Ока.
В 1550 году в Дворовой тетради записан тысячником третьей статьи из Москвы.
В 1551 году записан сто двадцать девятым в третью статью московских дворян.
В 1562 году послан от Государя в Смоленск к боярам и воеводам со служебной росписью и наказами.
В 1562-1563 годах есаул в Полоцком походе.
В 1563-1564 годах третий воевода в Свияжске.
В 1565 году подвергся опале и сослан в Свияжский уезд, где в сентябре этого же года годовал четвёртым воеводой в Свияжске. Оставлен на поселение в Казанском крае после амнистии 1 мая 1566 года. В 1565-1567 годах имел свой двор в Свияжске. По мнению историка А.Л. Юрганова, по возвращении из ссылки, получил из казны родовую вотчину село Хмелеватое.
Умер до 1577/78 года, когда его жена княгиня Аграфена с сыном князем Иваном дали вклад по отцу и мужу вотчину во Владимирском уезде.
В 1569/70 года, его жена княгиня Аграфена с сыном Иваном дали Троице-Сергиеву монастырю свою вотчину в Стародубе Ряполовском село Хмелеватое с пустошами и 1/6 часть села Пантелеево, которую князь Никита Михайлович купил у своей тётки княгине Марье, жены князя Андрея Сороки Стародубского. В 1570/71 году князь Никита Михайлович Стародубский дал Троице-Сергиеву монастырю вклад по отцу и матери княгине Настасье и себе пять деревень в Стародубе Ряполовском.

## Критика
М.Г. Спиридов показывает князя Никиту Михайловича бездетным. П.Н. Петров в "Истории родов русского дворянства" показывает у князя Никиты Михайловича Сороки, бездетного сына князя Ивана Никитича (ум. в 1580-х годах). В этом же источнике отец, князь Михаил Иванович упоминается, так же с прозванием "Сорока".
В духовной грамоте 1572 года царь Иван Грозный передал сыну, князю Ивану Никитичу в Стародубе Ряполовском село Амелево (Хмелеватое) князя Никиты Стародубского.
В поколенной росписи поданной в 1682 году в Палату родословных дел с прозванием Сорока упоминается только князь Андрей Иванович Льяловский, брат отца князя Михаила Ивановича.